# Brettin
Brettin este un cartier al orașului Jerichow din landul Saxonia-Anhalt, Germania.
1. ↑  GeoNames